# 魏悦广
魏悦广（1960年1月—），男，汉族，无党派人士，陕西渭南人，中国固体力学家，中国科学院院士，北京大学博雅讲席教授，第十四届全国政协委员。

## 生平
1960年1月出生于陕西省渭南市。1982年1月毕业于西安科技大学，获力学学士学位；1986年7月毕业于中国矿业大学北京研究生部，获工程力学硕士学位；1992年7月毕业于清华大学，获固体力学博士学位。1982年1月参加工作，历任中国科学院力学研究所博士后、副研究员、研究员，其间历任哈佛大学博士后、访问学者、客座教授，加利福尼亚大学河滨分校客座教授，加利福尼亚大学圣巴巴拉分校客座教授。现为北京大学信息与工程科学部副主任、北京大学工程科学与新兴技术高精尖中心主任、北京大学工学院力学与工程科学系教授、中国力学学会副理事长、《力学学报》主编、国务院学位委员会学科评议组成员。2017年当选为中国科学院院士。2023年当选为中国人民政治协商会议第十四届全国委员会委员。